# Stefan Lottermann
Stefan Lottermann (ur. 5 marca 1959 w Weilburgu) – niemiecki piłkarz występujący na pozycji pomocnika.

## Kariera piłkarska
Lottermann jako junior grał w klubach FV Weilburg oraz FC Burgsolms. W 1977 roku trafił do drugoligowego Kickers Offenbach. W 2. Bundeslidze pierwszy mecz zaliczył 11 listopada 1977 przeciwko Kickers Würzburg (5:0). W ciągu dwóch sezonów w barwach Kickers Offenbach Lottermann rozegrał 54 ligowe spotkania i zdobył 10 bramek.
W 1979 roku podpisał kontrakt z pierwszoligowym Eintrachtem Frankfurt. W Bundeslidze zadebiutował 11 sierpnia 1979 w przegranym 0:1 meczu z Borussią Dortmund. 1 grudnia 1979 w przegranym 3:4 spotkaniu z Werderem Brema zdobył pierwszą bramkę w trakcie gry w Bundeslidze. W 1980 roku Lottermann zdobył z klubem Puchar UEFA. Rok później wygrał z nim Puchar Niemiec.
W 1983 roku odszedł do innego pierwszoligowego klubu - 1. FC Nürnberg. Zadebiutował tam 13 sierpnia 1983 w przegranym 2:4 pojedynku z Bayerem Uerdingen. W tamtym meczu strzelił także gola. W sezonie 1983/1984 zajął z klubem 18. miejsce w lidze i spadł z nim do 2. Bundesligi. W sezonie 1984/1985 wywalczył z zespołem awans do Bundesligi, ale latem 1985 przeszedł do SV Darmstadt 98, grającego w 2. Bundeslidze. Spędził tam dwa sezony, a w 1987 roku zakończył karierę.

## Kariera trenerska
W 1989 roku Lottermann przez miesiąc był trenerem Wormatii Worms.